# Dawid Kownacki
Dawid Igor Kownackiⓘ (ur. 14 marca 1997 w Gorzowie Wielkopolskim) – polski piłkarz, występujący na pozycji napastnika, od 2025 roku w niemieckim klubie Hertha Berlin. Uczestnik Mistrzostw Świata 2018.

## Kariera klubowa
Kownacki jest wychowankiem klubu ZKS Stilon Gorzów Wielkopolski, z którego przeszedł do Lecha Poznań w 2005, gdzie w 2013 rozpoczął swoją profesjonalną karierę. W Ekstraklasie zadebiutował 6 grudnia 2013, zmieniając Kaspera Hämäläinena w 83. minucie wygranego 2:0 meczu z Wisłą Kraków. Swoją pierwszą bramkę dla Lecha Poznań strzelił 21 lutego 2014 w 58. minucie przegranego 1:5 meczu z Pogonią Szczecin, co sprawiło, że jest jednym z pięciu zawodników w historii polskiej Ekstraklasy, którym udało się strzelić gola przed ukończeniem 17. roku życia. Swój pierwszy sezon 2013/2014 zakończył z dorobkiem 13 meczów, strzelając dwa gole, asystując kolegom z drużyny przy trzech golach i otrzymując dwie żółte kartki. Został również nominowany do nagrody „Odkrycie sezonu”. W kolejnym sezonie zdobywając 3 gole pomógł Lechowi w zdobyciu mistrzostwa Polski. 10 kwietnia 2017 znalazł się na liście 98 nominowanych do nagrody „Złotego Chłopca”, przyznawanej przez dziennikarzy dla najlepszego zawodnika do lat 21 grającego w Europie.
11 lipca 2017 podpisał pięcioletni kontrakt z włoską Sampdorią. W klubie zadebiutował 12 sierpnia 2017, w meczu Pucharu Włoch z Foggią Calcio, strzelając jednocześnie swojego pierwszego gola. 30 września 2017 w meczu z Udinese Calcio (0:4), zadebiutował w Serie A, natomiast 21 października 2017 w wygranym 5:0 meczu z Crotone, zdobył swoją pierwszą bramkę w tej lidze.
31 stycznia 2019 ogłoszono jego wypożyczenie do niemieckiego zespołu Fortuny Düsseldorf na czas do końca sezonu Bundesligi 2018/2019 z jednoczesnym prawem tego klubu do pierwokupu piłkarza po zakończeniu okresu wypożyczenia. W nowym zespole zadebiutował 6 lutego 2019 w spotkaniu Pucharu Niemiec przeciwko FC Schalke 04 wchodząc na boisko w 56. minucie za Marvina Duckscha i notując asystę przy trafieniu Rouwena Henningsa. W Bundeslidze zadebiutował 17 lutego 2019 roku w spotkaniu z Bayerem Leverkusen przegranym 2:0. Pierwsze dwie bramki w Bundeslidze strzelił 2 marca 2019 w wyjazdowym spotkaniu z FC Schalke 04 wygranym przez jego zespół 4:0.
2 lutego 2022 trafił na półroczne wypożyczenie do Lecha Poznań, z którym zdobył mistrzostwo Polski w sezonie 2021/2022. Po zakończeniu sezonu Kownacki wrócił do Fortuny. W maju 2023 roku klub Bundesligi Werder Brema ogłosił podpisanie kontraktu z Kownackim na zasadzie wolnego transferu z Fortuny Düsseldorf od sezonu 2023/2024. 
20 sierpnia 2024 został wypożyczony na rok z Werderu Brema do Fortuny Düsseldorf w którym w 29 meczach strzelił 13 bramek. 
21 lipca 2025 został wypożyczony występującej w 2 Bundeslidze drużynie Hertha Berlin

## Kariera reprezentacyjna
Kownacki grał na wielu szczeblach reprezentacyjnych. W 2014 z reprezentacją Polski do lat 17 grał w 2. rundzie kwalifikacyjnej do Mistrzostw Europy U-17, gdzie był wiodącą postacią drużyny i strzelił trzy z czterech zdobytych bramek przez drużynę. Dwa gole w meczu z reprezentacją Grecji wygranym przez Polskę (2:1), jedną dorzucił w meczu z reprezentacją Norwegii, który zakończył się takim samym wynikiem.
4 czerwca 2015 został powołany do reprezentacji Polski na eliminacyjny mecz z Gruzją, oraz towarzyski z Grecją.
9 marca 2018 został powołany na towarzyskie spotkania z Nigerią i Koreą Południową. 23 marca 2018, rozgrywając 72 minuty w meczu z Nigerią, zadebiutował w reprezentacji Polski. 4 czerwca 2018 znalazł się w 23-osobowej kadrze na Mistrzostwa Świata 2018 w Rosji. 12 czerwca 2018 w wygranym 4:0 towarzyskim meczu z Litwą strzelił swoją pierwszą bramkę w reprezentacji Polski.

## Statystyki

### Klubowe
(aktualne na dzień 18 września 2022)
| Klub                      | Sezon              | Liga               | Liga  | Liga   | Puchar kraju | Puchar kraju | Europa | Europa | Inne  | Inne   | Suma  | Suma   |
| Klub                      | Sezon              | Liga               | Mecze | Bramki | Mecze        | Bramki       | Mecze  | Bramki | Mecze | Bramki | Mecze | Bramki |
| ------------------------- | ------------------ | ------------------ | ----- | ------ | ------------ | ------------ | ------ | ------ | ----- | ------ | ----- | ------ |
| Lech Poznań               | 2013/14            | Ekstraklasa        | 13    | 2      | –            | –            | –      | –      | –     | –      | 13    | 2      |
| Lech Poznań               | 2014/15            | Ekstraklasa        | 30    | 3      | 5            | 2            | 3      | 1      | –     | –      | 38    | 6      |
| Lech Poznań               | 2015/16            | Ekstraklasa        | 24    | 6      | 4            | 0            | 5      | 1      | 1     | 0      | 34    | 7      |
| Lech Poznań               | 2016/17            | Ekstraklasa        | 27    | 9      | 5            | 2            | –      | –      | –     | –      | 32    | 11     |
| Lech Poznań               | Ogólnie            | Ogólnie            | 94    | 20     | 14           | 4            | 8      | 2      | 1     | 0      | 117   | 26     |
| UC Sampdoria              | 2017/18            | Serie A            | 22    | 5      | 2            | 3            | –      | –      | –     | –      | 24    | 8      |
| UC Sampdoria              | 2018/19            | Serie A            | 13    | 1      | 3            | 1            | –      | –      | –     | –      | 16    | 2      |
| UC Sampdoria              | Ogólnie            | Ogólnie            | 35    | 6      | 5            | 4            | 0      | 0      | 0     | 0      | 40    | 10     |
| Fortuna Düsseldorf (wyp.) | 2018/19            | Bundesliga         | 10    | 4      | 1            | 0            | –      | –      | –     | –      | 11    | 4      |
| Fortuna Düsseldorf        | 2019/20            | Bundesliga         | 20    | 0      | 1            | 0            | –      | –      | –     | –      | 21    | 0      |
| Fortuna Düsseldorf        | 2020/21            | 2. Bundesliga      | 28    | 7      | 0            | 0            | –      | –      | –     | –      | 28    | 7      |
| Fortuna Düsseldorf        | 2021/22            | 2. Bundesliga      | 7     | 0      | 1            | 1            | –      | –      | –     | –      | 8     | 1      |
| Fortuna Düsseldorf        | 2022/23            | 2. Bundesliga      | 9     | 5      | 1            | 0            | –      | –      | –     | –      | 10    | 5      |
| Fortuna Düsseldorf        | Ogólnie            | Ogólnie            | 74    | 16     | 4            | 1            | 0      | 0      | 0     | 0      | 78    | 17     |
| Lech Poznań (wyp.)        | 2021/22            | Ekstraklasa        | 14    | 4      | 3            | 1            | –      | –      | –     | –      | 17    | 5      |
| Ogólnie w karierze        | Ogólnie w karierze | Ogólnie w karierze | 217   | 46     | 26           | 10           | 8      | 2      | 1     | 0      | 252   | 58     |

### Reprezentacyjne
(aktualne na dzień 1 czerwca 2021)
| Reprezentacja | Rok     | Mecze | Bramki |
| ------------- | ------- | ----- | ------ |
| Polska        |         |       |        |
| 2018          | 4       | 1     |        |
| 2019          | 2       | 0     |        |
| 2021          | 1       | 0     |        |
| Ogólnie       | Ogólnie | 7     | 1      |

| Mecze i gole w reprezentacji | Mecze i gole w reprezentacji | Mecze i gole w reprezentacji | Mecze i gole w reprezentacji | Mecze i gole w reprezentacji | Mecze i gole w reprezentacji | Mecze i gole w reprezentacji |
| Polska                       | Polska                       | Polska                       | Polska                       | Polska                       | Polska                       | Polska                       |
| Lp.                          | Data                         | Miasto                       | Przeciwnik                   | Gol                          | Wynik                        | Rozgrywki                    |
| ---------------------------- | ---------------------------- | ---------------------------- | ---------------------------- | ---------------------------- | ---------------------------- | ---------------------------- |
| 1.                           | 23.03.2018                   | Wrocław                      | Nigeria                      |                              | 0:1                          | towarzyski                   |
| 2.                           | 12.06.2018                   | Warszawa                     | Litwa                        | Gol                          | 4:0                          | towarzyski                   |
| 3.                           | 19.06.2018                   | Moskwa                       | Senegal                      |                              | 1:2                          | MŚ 2018                      |
| 4.                           | 24.06.2018                   | Kazań                        | Kolumbia                     |                              | 0:3                          | MŚ 2018                      |
| 5.                           | 06.09.2019                   | Lublana                      | Słowenia                     |                              | 0:2                          | el. ME 2020                  |
| 6.                           | 09.09.2019                   | Warszawa                     | Austria                      |                              | 0:0                          | el. ME 2020                  |
| 7.                           | 01.06.2021                   | Wrocław                      | Rosja                        |                              | 1:1                          | towarzyski                   |

## Sukcesy

### Lech Poznań
- Mistrzostwo Polski: 2014/2015, 2021/2022
- Superpuchar Polski: 2015, 2016

## Życie prywatne
Spotykał się z fotomodelką Aleksandrą Adamczak. W grudniu 2018 para ogłosiła, że spodziewa się swojego pierwszego dziecka. 4 kwietnia 2019 roku na Twitterze Dawid Kownacki poinformował, że na świat przyszła jego córka Lena. 22 listopada 2022 urodził się pierwszy syn pary.